# Ligne 1 du métro de São Paulo
Pour les articles homonymes, voir Ligne 1.
La ligne 1 - Bleue est une ligne du métro de São Paulo. Elle relie la station Tucuruvi et la station Jabaquara. À l'origine, elle s'appelait ligne Nord-Sud. C'est la première ligne de métro construite à être construite dans la ville. Sa construction a débuté en 1968 et elle a été mise en service en 1974. C'était également la première ligne de métro à être construit au Brésil.

## Histoire

### Premier section
Appelée à l'origine ligne Nord-Sud, la construction de la ligne 1 du métro de São Paulo a commencé le 14 décembre 1968. Son exploitation commerciale a commencé le 14 septembre 1974, avec les trains desservant les sept premiers kilomètres entre les stations Jabaquara et Vila Mariana. Dans cette première section, le service à la clientèle était de 10 à 15 heures. En 1975 la ligne est prolongée à Liberdade, puis à Santana.

Vues de la ligne
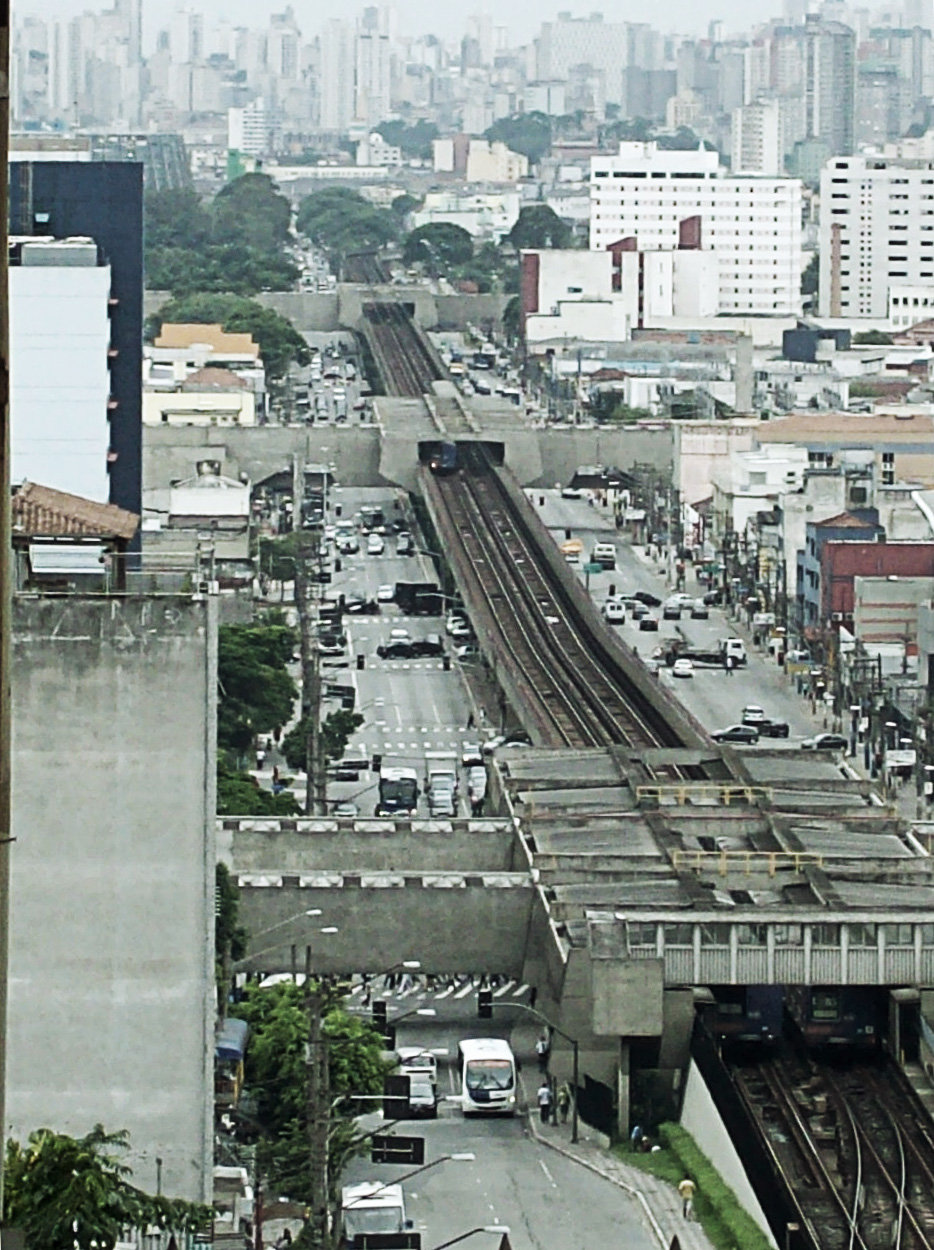
District de Santana.
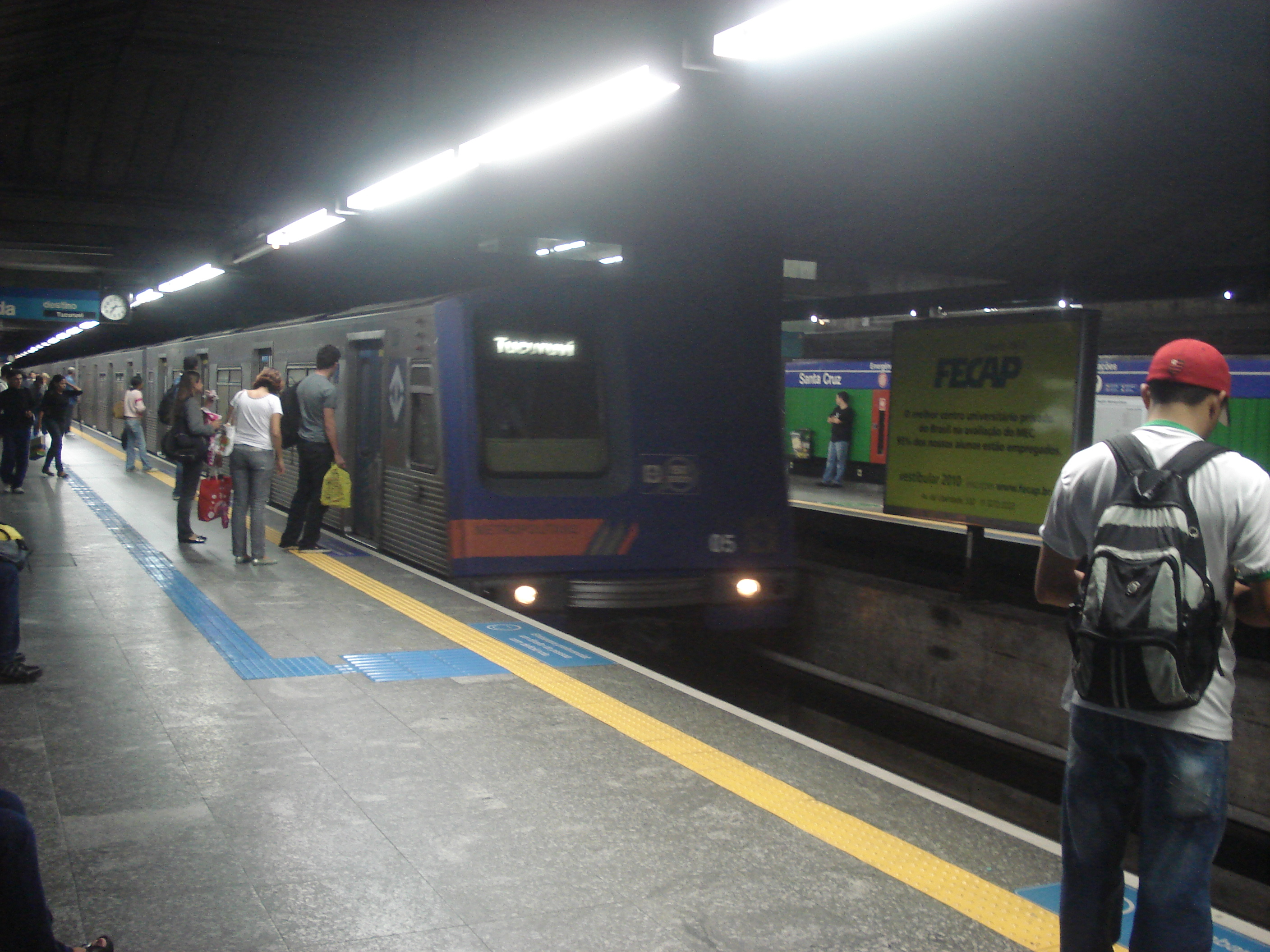
Train à Santa Cruz.
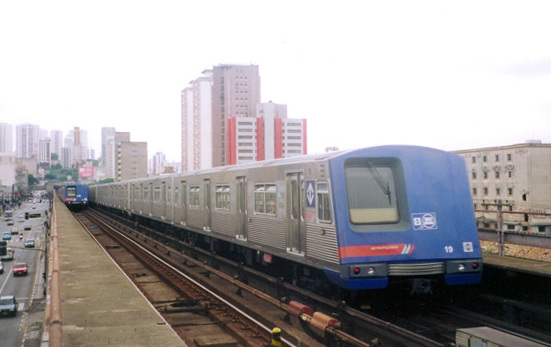
Train à Santana.

### Prolongement
En 1981 il est construit le stationnement de manœuvres après Santana, qui est utilisée jusqu'à 1998, avec le prolongement de la ligne. En 1998, la ligne est prolongée à Tucuruvi.

### La branche Moema

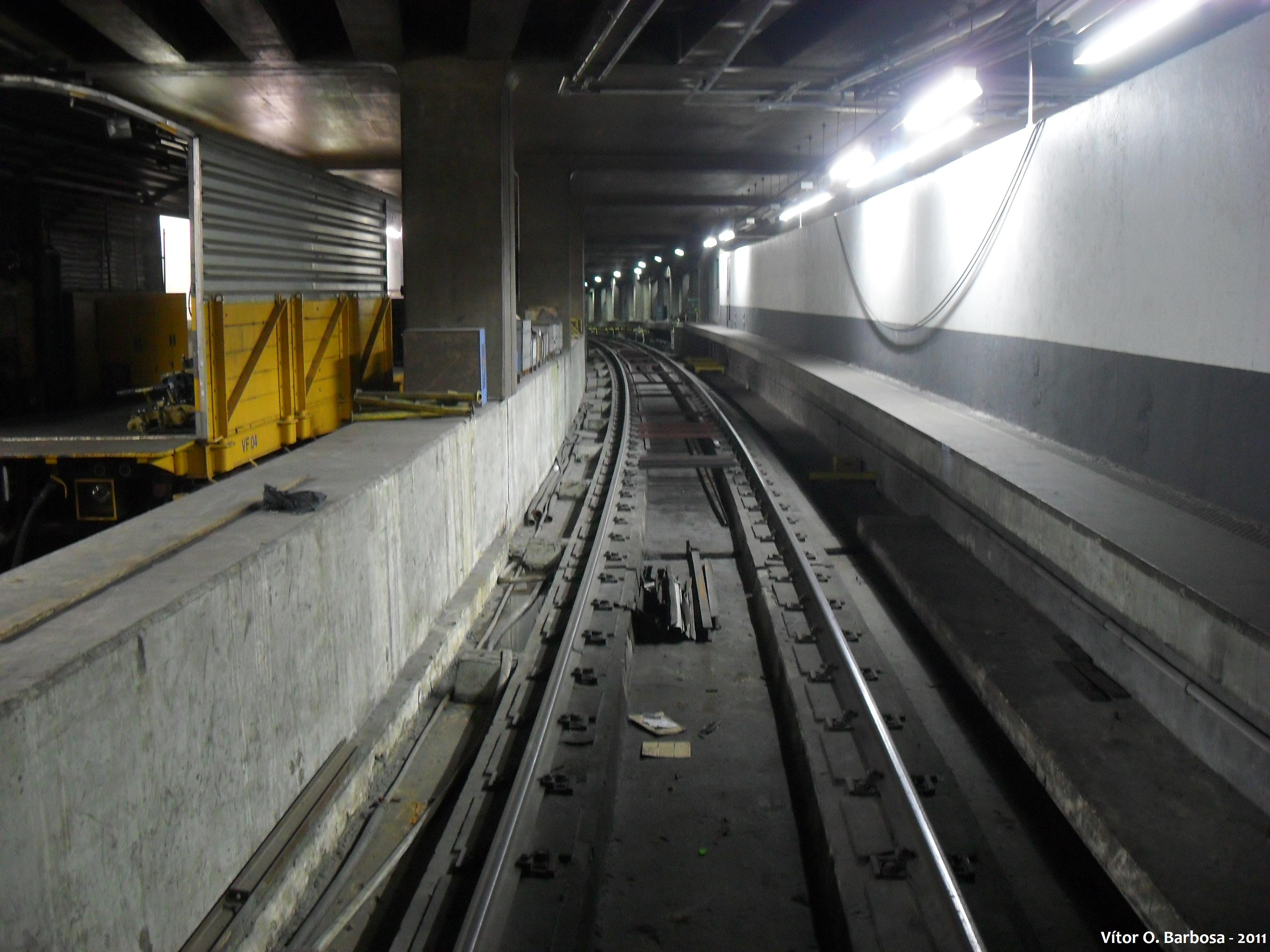
Branche Moema et vehicules em 2011.

Lorsque le métro a été conçu en 1968, il prévoyait l'inclusion, en plus de la ligne Nord-Sud (actuelle ligne 1 - Bleue), deux branches : la Paulista (actuelle ligne 2 - Verte) et la Moema.
La branche Moema partirait de la station Paraíso et longerait en parallèle à l'avenida 23 de Maio jusqu'à Moema. Le projet a été annulé. Cependant, environ 200 mètres de l'extension ont été construits et son tronçon initial peut encore être observé à la station Paraíso.
Sur le quai diréction Tucuruvi (ligne 1), en allant au début du quai, on peut voir, sur la gauche, deux bandes de granit au milieu de l'étage, semblables à celles qui se trouvent avant les voies des trains. Entre ces bandes, il y a l'étage en caoutchouc standard du métro. Cet étage est en fait un revêtement qui se trouve au-dessus des rails de la branche. Cependant, l'itinéraire n'a pas le troisième rail, ne permettant pas le stationnement des rames. Au début du quai, un mur sépare le reste de la branche. À l'intérieur de ce mur, il existe les deux voies de la branche, qui rejoint la ligne 1 juste après la station Paraíso, en direction de Tucuruvi. Il est actuellement utilisé pour le stationnement des machines de maintenance du métro.

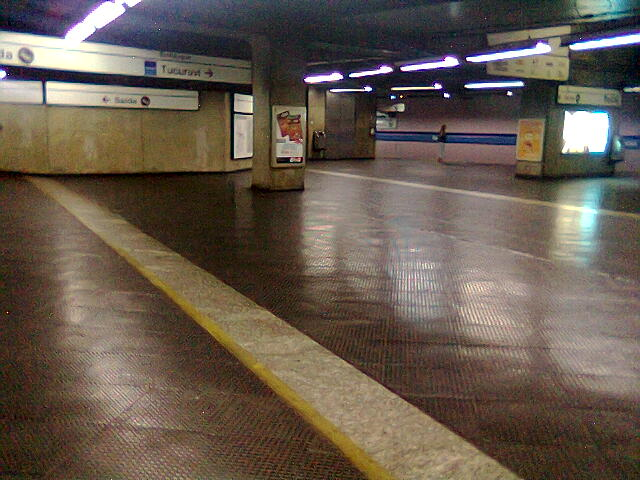
Vue du branche Moema à la station Paraíso.

## Stations
- Tucuruvi
- Parada Inglesa
- Jardim São Paulo-Ayrton Senna
- Santana
- Carandiru
- Portuguesa-Tietê
- Armênia
- Tiradentes
- Luz
- São Bento
- Sé
- Japão-Liberdade
- São Joaquim
- Vergueiro
- Paraíso
- Ana Rosa
- Vila Mariana
- Santa Cruz
- Praça da Árvore
- Saúde
- São Judas
- Conceição
- Jabaquara

## Infrastructure

### Ligne
La ligne est souterraine dans sa majorité, entre Tiradentes e Jabaquara, avec un tronçon aérien, sous un viaduc, entre São Judas e Conceição. Elle a également trois tronçons aériens, l'un dans la station Parada Inglesa et suivant en partie l'avenue Cruzeiro do Sul, une importante artère de la circulation routière de São Paulo, desservant les stations de Santana, Carandiru, Portuguesa-Tietê et Armênia. La station Tucuruvi est proche à la fleur-du-sol.

### Matériel roulant
La ligne 1 - Bleu dispose de 48 rames en service actuellement, répartis en 4 flottes. On a 11 Alstom "Milênio" qui sont la flotte E, 9 rames modernisés par le Consortium Modertren (Alstom / Siemens) qui sont les Budd Mafersa de la flotte A, 8 rames modernisés par le Consortium BTT (Bombardier / Tejofran / Temoinsa) qui sont les anciens Budd Mafersa de la flotte A et 20 rames modernisés par Consortium Reformas Metrô (Alstom / IESA) qui sont les anciens Mafersa de la flotte D.

### Atelier
La ligne 1 - Bleue a un atelier : l'Atelier Jabaquara.